# Micro-région de Hajdúhadház
La micro-région de Hajdúhadház (en hongrois : hajdúhadházi kistérség) est une micro-région statistique hongroise rassemblant plusieurs localités autour de Hajdúhadház.